# In Hearts Wake
Gli In Hearts Wake sono un gruppo musicale australiano formatosi a Byron Bay nel 2006.

## Formazione

### Formazione attuale
- Jake Taylor – voce (2006-presente)
- Eaven Dall – chitarra solista, cori (2006-presente)
- Ben Nairne – chitarra ritmica (2006-presente)
- Kyle Erich – basso, voce melodica (2011-presente)
- Conor Ward – batteria (2016-presente)

### Ex componenti
- Jayke West – batteria (2006-2007)
- Jack Deacon – basso (2006-2010)
- Caleb Burton – batteria (2007-2015)

## Discografia

### Album in studio
- 2012 – Divination
- 2014 – Earthwalker
- 2015 – Skydancer
- 2017 – Ark
- 2020 – Kaliyuga

### EP
- 2007 – Into the Storm
- 2008 – The Gateway
- 2010 – The Bride/In Hearts Wake
- 2016 – Equinox